# بيرند جيربر
بيرند جيربر (بالألمانية: Bernd Gerber)‏ (21 ديسمبر 1961 شيفرشتات ألمانيا - ) هو لاعب كرة قدم ألماني يلعب كمدافع.

## روابط خارجية
- بيرند جيربر على موقع قاعدة بيانات كرة القدم.إي يو (الإنجليزية)
- بيرند جيربر على موقع بيانات كرة القدم. دي إي (الألمانية)